# 国民全体会議

議席の勢力図

国民全体会議（こくみんぜんたいかいぎ、アラビア語: المؤتمر الشعبي العام, ラテン文字転写: al-Mu'tamaral-Sha'bial-`Am、英語: General People's Congress, 略称: GPC）は、イエメンの政党。後述の通り、現在は3つの派閥に分裂している。

## 概要
1982年8月に旧北イエメンの翼賛組織として成立し、第一次全国代表大会（国会）で愛国憲章を通過させた。イエメン共和国（現イエメン）成立後も、一貫して与党であり続けている。2003年4月27日に実施された最新の議会選挙では、人民代表院（国会）の定員である301議席のうち、約80％の238議席を獲得した。ただし、野党勢力は不正選挙を主張して抗議活動を行なった。
常務委員会を設置しているが、2017年12月に議長（党首）で前イエメン大統領だったアリー・アブドッラー・サーレハが殺害されて以降は3つの派閥に分裂している。アブド・ラッボ・マンスール・ハーディー（現大統領）、サーデク・アミーン・アブ・ラス（フーシが推す）、アフマド・アリー・アブドゥッラー・サーレハ（サーレハ前大統領の長男）が自ら議長であると主張している。

### 議席数
2003年の総選挙での得票58%となり、また選挙区における議席獲得数は238議席（全体議席の79%）であった。以降、同国で議会選挙は行われていない。